# Molophilus alpicola
Molophilus alpicola är en tvåvingeart som beskrevs av Alexander 1930. Molophilus alpicola ingår i släktet Molophilus och familjen småharkrankar. Inga underarter finns listade i Catalogue of Life.